# Coupe de la Ligue 2017/18
De Coupe de la Ligue 2017/18 is de 24ste editie van dit Franse voetbalbekertoernooi. De competitie begon op 8 augustus 2017 en eindigde met de finale op zaterdag 31 maart 2018 in het Nouveau Stade Bordeaux in Bordeaux. De titelhouder is Paris Saint-Germain

## Eerste Ronde
De wedstrijden in de eerste ronde vond plaats op 8 augustus 2017.
|                       |                                        |                                                      |                                                  |                                                                                            |
| 8 augustus 2017 18:30 | Laval (3)                              | 1–1 3–4 pen.                                         | Lorient (2)                                      | Stadion: Stade Francis Le Basser, Laval Toeschouwers: 3.481 Scheidsrechter: Mehdi Mokhtari |
| 8 augustus 2017 18:30 | Elton 83'                              | http://www.ligue1.com/coupeLigue/feuille_match/83589 | Courtet 38'                                      | Stadion: Stade Francis Le Basser, Laval Toeschouwers: 3.481 Scheidsrechter: Mehdi Mokhtari |
| 8 augustus 2017 18:30 | Strafschoppen                          |                                                      |                                                  | Stadion: Stade Francis Le Basser, Laval Toeschouwers: 3.481 Scheidsrechter: Mehdi Mokhtari |
| 8 augustus 2017 18:30 | Etinof Elton Pereira Sarr Solet Zeoula |                                                      | Courtet Selemani Danic Guendouzi Bouanga Le Goff | Stadion: Stade Francis Le Basser, Laval Toeschouwers: 3.481 Scheidsrechter: Mehdi Mokhtari |
|                       |                                        |                                                      |                                                  |                                                                                            |

|                       |                                         |                                                      |                                                  |                                                                                    |
| 8 augustus 2017 20:00 | Le Havre (2)                            | 4–4 5–4 pen.                                         | Nîmes (2)                                        | Stadion: Stade Océane, Le Havre Toeschouwers: 4.849 Scheidsrechter: Aurélien Petit |
| 8 augustus 2017 20:00 | Ferhat 67' Julan 72', 76' Louiserre 77' | http://www.ligue1.com/coupeLigue/feuille_match/83587 | Bozok 25' Thioub 43' Savanier 89' Briançon 90+3' | Stadion: Stade Océane, Le Havre Toeschouwers: 4.849 Scheidsrechter: Aurélien Petit |
| 8 augustus 2017 20:00 | Strafschoppen                           |                                                      |                                                  | Stadion: Stade Océane, Le Havre Toeschouwers: 4.849 Scheidsrechter: Aurélien Petit |
| 8 augustus 2017 20:00 | Youga Bain Ferhat Julan                 |                                                      | Savanier Alioui Depres Ripart Thioub             | Stadion: Stade Océane, Le Havre Toeschouwers: 4.849 Scheidsrechter: Aurélien Petit |
|                       |                                         |                                                      |                                                  |                                                                                    |

|                       |                                                      |              |                                         |                                                                                     |
| 8 augustus 2017 20:00 | Paris FC (2)                                         | 0–0 4–3 pen. | Brest (2)                               | Stadion: Stade Charléty, Parijs Toeschouwers: 1.325 Scheidsrechter: Sylvain Palhies |
| 8 augustus 2017 20:00 | http://www.ligue1.com/coupeLigue/feuille_match/83588 |              |                                         | Stadion: Stade Charléty, Parijs Toeschouwers: 1.325 Scheidsrechter: Sylvain Palhies |
| 8 augustus 2017 20:00 | Strafschoppen                                        |              |                                         | Stadion: Stade Charléty, Parijs Toeschouwers: 1.325 Scheidsrechter: Sylvain Palhies |
| 8 augustus 2017 20:00 | Akichi Nomenjanahary Alami Robail Karamoko Yohou     |              | Berthomier Labidi Pi Butin Grougi Coeff | Stadion: Stade Charléty, Parijs Toeschouwers: 1.325 Scheidsrechter: Sylvain Palhies |
|                       |                                                      |              |                                         |                                                                                     |

|                       |                    |                                                      |             |                                                                           |
| 8 augustus 2017 20:00 | Quevilly-Rouen (2) | 0–1                                                  | Orléans (2) | Stadion: MMArena, Le Mans Toeschouwers: 825 Scheidsrechter: Jérémy Stinat |
| 8 augustus 2017 20:00 |                    | http://www.ligue1.com/coupeLigue/feuille_match/83590 | Perrin 41'  | Stadion: MMArena, Le Mans Toeschouwers: 825 Scheidsrechter: Jérémy Stinat |
| 8 augustus 2017 20:00 |                    |                                                      |             | Stadion: MMArena, Le Mans Toeschouwers: 825 Scheidsrechter: Jérémy Stinat |
| 8 augustus 2017 20:00 |                    |                                                      |             | Stadion: MMArena, Le Mans Toeschouwers: 825 Scheidsrechter: Jérémy Stinat |
|                       |                    |                                                      |             |                                                                           |

|                       |                                                    |                                                      |                                                             |                                                                                    |
| 8 augustus 2017 20:00 | Red Star (3)                                       | 1–1 6–5 pen.                                         | Auxerre (2)                                                 | Stadion: Stade Bauer, Saint-Ouen Toeschouwers: 2.039 Scheidsrechter: Willy Delajod |
| 8 augustus 2017 20:00 | Teuma 6'                                           | http://www.ligue1.com/coupeLigue/feuille_match/83591 | Ayé 50'                                                     | Stadion: Stade Bauer, Saint-Ouen Toeschouwers: 2.039 Scheidsrechter: Willy Delajod |
| 8 augustus 2017 20:00 | Strafschoppen                                      |                                                      |                                                             | Stadion: Stade Bauer, Saint-Ouen Toeschouwers: 2.039 Scheidsrechter: Willy Delajod |
| 8 augustus 2017 20:00 | Petrilli Sylvestre Fomen Keita Fontaine Sané Teuma |                                                      | Ayé Philippoteaux Tacalfred Montiel Diallo Youssouf Sangaré | Stadion: Stade Bauer, Saint-Ouen Toeschouwers: 2.039 Scheidsrechter: Willy Delajod |
|                       |                                                    |                                                      |                                                             |                                                                                    |

|                       |                                                               |              |                                                               |                                                                                         |
| 8 augustus 2017 20:00 | Gazélec Ajaccio (2)                                           | 0–0 6–5 pen. | Créteil (3)                                                   | Stadion: Stade Ange Casanova, Ajaccio Toeschouwers: 2.531 Scheidsrechter: Florent Batta |
| 8 augustus 2017 20:00 | http://www.ligue1.com/coupeLigue/feuille_match/83592          |              |                                                               | Stadion: Stade Ange Casanova, Ajaccio Toeschouwers: 2.531 Scheidsrechter: Florent Batta |
| 8 augustus 2017 20:00 | Strafschoppen                                                 |              |                                                               | Stadion: Stade Ange Casanova, Ajaccio Toeschouwers: 2.531 Scheidsrechter: Florent Batta |
| 8 augustus 2017 20:00 | M'Changama Clerc Kemen Court Diabaté Ribéry Campanini Mombris |              | Dias Buaillon Puygrenier Gendrey Petshi Gassama Fofana Soares | Stadion: Stade Ange Casanova, Ajaccio Toeschouwers: 2.531 Scheidsrechter: Florent Batta |
|                       |                                                               |              |                                                               |                                                                                         |

|                       |                 |                                                      |              |                                                                                            |
| 8 augustus 2017 20:00 | Châteauroux (2) | 0–1                                                  | Clermont (2) | Stadion: Stade Gaston Petit, Châteauroux Toeschouwers: 2.782 Scheidsrechter: Olivier Thual |
| 8 augustus 2017 20:00 |                 | http://www.ligue1.com/coupeLigue/feuille_match/83594 | Gavory 90+3' | Stadion: Stade Gaston Petit, Châteauroux Toeschouwers: 2.782 Scheidsrechter: Olivier Thual |
| 8 augustus 2017 20:00 |                 |                                                      |              | Stadion: Stade Gaston Petit, Châteauroux Toeschouwers: 2.782 Scheidsrechter: Olivier Thual |
| 8 augustus 2017 20:00 |                 |                                                      |              | Stadion: Stade Gaston Petit, Châteauroux Toeschouwers: 2.782 Scheidsrechter: Olivier Thual |
|                       |                 |                                                      |              |                                                                                            |

|                       |                                               |                                                      |            |                                                                                                  |
| 8 augustus 2017 20:00 | Tours (2)                                     | 4–1                                                  | Niort (2)  | Stadion: Stade de la Vallée du Cher, Tours Toeschouwers: 4.013 Scheidsrechter: Pierre Gaillouste |
| 8 augustus 2017 20:00 | Bouazza 29' Tall 34' Raveloson 50' Bayard 53' | http://www.ligue1.com/coupeLigue/feuille_match/83595 | Grange 63' | Stadion: Stade de la Vallée du Cher, Tours Toeschouwers: 4.013 Scheidsrechter: Pierre Gaillouste |
| 8 augustus 2017 20:00 |                                               |                                                      |            | Stadion: Stade de la Vallée du Cher, Tours Toeschouwers: 4.013 Scheidsrechter: Pierre Gaillouste |
| 8 augustus 2017 20:00 |                                               |                                                      |            | Stadion: Stade de la Vallée du Cher, Tours Toeschouwers: 4.013 Scheidsrechter: Pierre Gaillouste |
|                       |                                               |                                                      |            |                                                                                                  |

|                       |                    |                                                      |              |                                                                                                   |
| 8 augustus 2017 20:00 | Bourg-Péronnas (2) | 0–1                                                  | Reims (2)    | Stadion: Stade Marcel-Verchère, Bourg-en-Bresse Toeschouwers: 1.425 Scheidsrechter: William Lavis |
| 8 augustus 2017 20:00 |                    | http://www.ligue1.com/coupeLigue/feuille_match/83596 | Berthier 15' | Stadion: Stade Marcel-Verchère, Bourg-en-Bresse Toeschouwers: 1.425 Scheidsrechter: William Lavis |
| 8 augustus 2017 20:00 |                    |                                                      |              | Stadion: Stade Marcel-Verchère, Bourg-en-Bresse Toeschouwers: 1.425 Scheidsrechter: William Lavis |
| 8 augustus 2017 20:00 |                    |                                                      |              | Stadion: Stade Marcel-Verchère, Bourg-en-Bresse Toeschouwers: 1.425 Scheidsrechter: William Lavis |
|                       |                    |                                                      |              |                                                                                                   |

|                       |                          |                                                      |             |                                                                                             |
| 8 augustus 2017 20:00 | Valenciennes (2)         | 3–1                                                  | Sochaux (2) | Stadion: Stade du Hainaut, Valenciennes Toeschouwers: 4.456 Scheidsrechter: Stéphane Jochem |
| 8 augustus 2017 20:00 | Ambri 10', 69' Romil 13' | http://www.ligue1.com/coupeLigue/feuille_match/83597 | Daham 81'   | Stadion: Stade du Hainaut, Valenciennes Toeschouwers: 4.456 Scheidsrechter: Stéphane Jochem |
| 8 augustus 2017 20:00 |                          |                                                      |             | Stadion: Stade du Hainaut, Valenciennes Toeschouwers: 4.456 Scheidsrechter: Stéphane Jochem |
| 8 augustus 2017 20:00 |                          |                                                      |             | Stadion: Stade du Hainaut, Valenciennes Toeschouwers: 4.456 Scheidsrechter: Stéphane Jochem |
|                       |                          |                                                      |             |                                                                                             |

|                       |                       |                                                      |               |                                                                                           |
| 8 augustus 2017 21:00 | Lens (2)              | 2–1                                                  | Ajaccio (2)   | Stadion: Stade Bollaert-Delelis, Lens Toeschouwers: 12.070 Scheidsrechter: Jérôme Brisard |
| 8 augustus 2017 21:00 | Lendrić 75' López 78' | http://www.ligue1.com/coupeLigue/feuille_match/83586 | Coutadeur 37' | Stadion: Stade Bollaert-Delelis, Lens Toeschouwers: 12.070 Scheidsrechter: Jérôme Brisard |
| 8 augustus 2017 21:00 |                       |                                                      |               | Stadion: Stade Bollaert-Delelis, Lens Toeschouwers: 12.070 Scheidsrechter: Jérôme Brisard |
| 8 augustus 2017 21:00 |                       |                                                      |               | Stadion: Stade Bollaert-Delelis, Lens Toeschouwers: 12.070 Scheidsrechter: Jérôme Brisard |
|                       |                       |                                                      |               |                                                                                           |

|  |           |     |            |            |
|  | Nancy (2) | w/o | Bastia (5) | Stadion: ? |
|  |           |     |            | Stadion: ? |
|  |           |     |            | Stadion: ? |
|  |           |     |            | Stadion: ? |
|  |           |     |            |            |

## Tweede ronde
De wedstrijden in de tweede ronde vonden plaats op 22 augustus 2017
.
|                        |                                   |     |                        |                   |
| 22 augustus 2017 18:30 | Lorient (2)                       | 3–2 | Lens (2)               | Stade du Moustoir |
| 22 augustus 2017 18:30 | Bouanga 22' Moreira 23' Cabot 29' |     | Koukou 37' López 45+2' | Stade du Moustoir |

|                        |                                 |     |                           |                    |
| 22 augustus 2017 20:00 | Nancy (2)                       | 2–2 | Orléans (2)               | Stade Marcel Picot |
| 22 augustus 2017 20:00 | N'Guessan 6' Nordin 45+1'       |     | Nabab 9' Ziani 86' (pen.) | Stade Marcel Picot |
| 22 augustus 2017 20:00 | Strafschoppen                   |     |                           | Stade Marcel Picot |
| 22 augustus 2017 20:00 | Nordin Cuffaut Chrétien Abergel | 4–2 | Ziani Chemin Perrin Gomis | Stade Marcel Picot |

|                        |              |                            |              |                |
| 22 augustus 2017 20:00 | Paris FC (2) | 0–2                        | Clermont (2) | Stade Charléty |
| 22 augustus 2017 20:00 |              | Dugimont 18' N'Diaye 90+4' |              | Stade Charléty |

|                        |                                                                   |     |                                                        |                            |
| 22 augustus 2017 20:00 | Tours (2)                                                         | 0–0 | Le Havre (2)                                           | Stade de la Vallée du Cher |
| 22 augustus 2017 20:00 |                                                                   |     |                                                        | Stade de la Vallée du Cher |
| 22 augustus 2017 20:00 | Strafschoppen                                                     |     |                                                        | Stade de la Vallée du Cher |
| 22 augustus 2017 20:00 | Cissé Bergougnoux De Almeida Belkebla Makhedjouf Raveloson Miguel | 7–6 | Ayasse Moukoudi Traoré Ferhat Julan Louiserre Fontaine | Stade de la Vallée du Cher |

|                        |                                     |     |                                     |                     |
| 22 augustus 2017 20:00 | Gazélec Ajaccio (2)                 | 0–0 | Red Star (3)                        | Stade Ange Casanova |
| 22 augustus 2017 20:00 |                                     |     |                                     | Stade Ange Casanova |
| 22 augustus 2017 20:00 | Strafschoppen                       |     |                                     | Stade Ange Casanova |
| 22 augustus 2017 20:00 | Perquis Ribéry Marveaux Court Kemen | 3–4 | Sylvestre Sané Lefebvre Sy T. Keita | Stade Ange Casanova |

|                        |                                          |     |           |                  |
| 22 augustus 2017 21:00 | Valenciennes (2)                         | 3–0 | Reims (2) | Stade du Hainaut |
| 22 augustus 2017 21:00 | Guezoui 36' Ndom 41' (e.d.) Mauricio 52' |     |           | Stade du Hainaut |

## Derde ronde
|                                    |     |  |     |  |
| 25 oktober 2017 of 26 oktober 2017 | nnb |  | nnb |  |
| 25 oktober 2017 of 26 oktober 2017 |     |  |     |  |

|                                    |     |  |     |  |
| 25 oktober 2017 of 26 oktober 2017 | nnb |  | nnb |  |
| 25 oktober 2017 of 26 oktober 2017 |     |  |     |  |

|                                    |     |  |     |  |
| 25 oktober 2017 of 26 oktober 2017 | nnb |  | nnb |  |
| 25 oktober 2017 of 26 oktober 2017 |     |  |     |  |

|                                    |     |  |     |  |
| 25 oktober 2017 of 26 oktober 2017 | nnb |  | nnb |  |
| 25 oktober 2017 of 26 oktober 2017 |     |  |     |  |

|                                    |     |  |     |  |
| 25 oktober 2017 of 26 oktober 2017 | nnb |  | nnb |  |
| 25 oktober 2017 of 26 oktober 2017 |     |  |     |  |

|                                    |     |  |     |  |
| 25 oktober 2017 of 26 oktober 2017 | nnb |  | nnb |  |
| 25 oktober 2017 of 26 oktober 2017 |     |  |     |  |

|                                    |     |  |     |  |
| 25 oktober 2017 of 26 oktober 2017 | nnb |  | nnb |  |
| 25 oktober 2017 of 26 oktober 2017 |     |  |     |  |

|                                    |     |  |     |  |
| 25 oktober 2017 of 26 oktober 2017 | nnb |  | nnb |  |
| 25 oktober 2017 of 26 oktober 2017 |     |  |     |  |

|                                    |     |  |     |  |
| 25 oktober 2017 of 26 oktober 2017 | nnb |  | nnb |  |
| 25 oktober 2017 of 26 oktober 2017 |     |  |     |  |

|                                    |     |  |     |  |
| 25 oktober 2017 of 26 oktober 2017 | nnb |  | nnb |  |
| 25 oktober 2017 of 26 oktober 2017 |     |  |     |  |

## Laatste 16
|                                |                                |     |              |                                                                                         |
| 12 december 2017 18:45 (UTC+1) | Toulouse (1)                   | 2–0 | Bordeaux (1) | Stadion: Stadium Municipal, Toulouse Toeschouwers: 8,851 Scheidsrechter: Antony Gautier |
| 12 december 2017 18:45 (UTC+1) | Gradel 36' (pen.) Toivonen 53' |     |              | Stadion: Stadium Municipal, Toulouse Toeschouwers: 8,851 Scheidsrechter: Antony Gautier |
| 12 december 2017 18:45 (UTC+1) |                                |     |              | Stadion: Stadium Municipal, Toulouse Toeschouwers: 8,851 Scheidsrechter: Antony Gautier |
| 12 december 2017 18:45 (UTC+1) |                                |     |              | Stadion: Stadium Municipal, Toulouse Toeschouwers: 8,851 Scheidsrechter: Antony Gautier |
|                                |                                |     |              |                                                                                         |

|                                |                         |     |          |                                                                                    |
| 12 december 2017 21:05 (UTC+1) | Monaco (1)              | 2–0 | Caen (1) | Stadion: Stade Louis II, Monaco Toeschouwers: 4.834 Scheidsrechter: Thomas Léonard |
| 12 december 2017 21:05 (UTC+1) | Carrillo 33' Falcao 85' |     |          | Stadion: Stade Louis II, Monaco Toeschouwers: 4.834 Scheidsrechter: Thomas Léonard |
| 12 december 2017 21:05 (UTC+1) |                         |     |          | Stadion: Stade Louis II, Monaco Toeschouwers: 4.834 Scheidsrechter: Thomas Léonard |
| 12 december 2017 21:05 (UTC+1) |                         |     |          | Stadion: Stade Louis II, Monaco Toeschouwers: 4.834 Scheidsrechter: Thomas Léonard |
|                                |                         |     |          |                                                                                    |

|                                |             |     |          |                                                                                       |
| 12 december 2017 21:05 (UTC+1) | Angers (1)  | 1–0 | Metz (1) | Stadion: Stade Raymond Kopa, Angers Toeschouwers: 4.109 Scheidsrechter: Olivier Thual |
| 12 december 2017 21:05 (UTC+1) | Fulgini 52' |     |          | Stadion: Stade Raymond Kopa, Angers Toeschouwers: 4.109 Scheidsrechter: Olivier Thual |
| 12 december 2017 21:05 (UTC+1) |             |     |          | Stadion: Stade Raymond Kopa, Angers Toeschouwers: 4.109 Scheidsrechter: Olivier Thual |
| 12 december 2017 21:05 (UTC+1) |             |     |          | Stadion: Stade Raymond Kopa, Angers Toeschouwers: 4.109 Scheidsrechter: Olivier Thual |
|                                |             |     |          |                                                                                       |

|                                |                                       |              |                                       |                                                                                |
| 13 december 2017 18:45 (UTC+1) | Rennes (1)                            | 2–2 4–3 pen. | Marseille (1)                         | Stadion: Roazhon Park, Rennes Toeschouwers: 22,906 Scheidsrechter: Johan Hamel |
| 13 december 2017 18:45 (UTC+1) | Khazri 23' André 57'                  |              | Mitroglou 13' Germain 80'             | Stadion: Roazhon Park, Rennes Toeschouwers: 22,906 Scheidsrechter: Johan Hamel |
| 13 december 2017 18:45 (UTC+1) | Strafschoppen                         |              |                                       | Stadion: Roazhon Park, Rennes Toeschouwers: 22,906 Scheidsrechter: Johan Hamel |
| 13 december 2017 18:45 (UTC+1) | Khazri André Gnagnon Gelin Bourigeaud |              | Germain Mitroglou Ocampos Sarr Sanson | Stadion: Roazhon Park, Rennes Toeschouwers: 22,906 Scheidsrechter: Johan Hamel |
|                                |                                       |              |                                       |                                                                                |

|                                |                      |     |                                                            |                                                                                             |
| 13 december 2017 21:05 (UTC+1) | Strasbourg (1)       | 2–4 | Paris Saint-Germain (1)                                    | Stadion: Stade de la Meinau, Straatsburg Toeschouwers: 25.349 Scheidsrechter: Mikael Lesage |
| 13 december 2017 21:05 (UTC+1) | Grimm 36' Blayac 88' |     | Salmier 13' (e.d.) Di María 25' Dani Alves 62' Draxler 78' | Stadion: Stade de la Meinau, Straatsburg Toeschouwers: 25.349 Scheidsrechter: Mikael Lesage |
| 13 december 2017 21:05 (UTC+1) |                      |     |                                                            | Stadion: Stade de la Meinau, Straatsburg Toeschouwers: 25.349 Scheidsrechter: Mikael Lesage |
| 13 december 2017 21:05 (UTC+1) |                      |     |                                                            | Stadion: Stade de la Meinau, Straatsburg Toeschouwers: 25.349 Scheidsrechter: Mikael Lesage |
|                                |                      |     |                                                            |                                                                                             |

|                                |                                        |              |                              |                                                                                 |
| 13 december 2017 21:05 (UTC+1) | Lille (1)                              | 1–1 2–3 pen. | Nice (1)                     | Stadion: Stade Pierre-Mauroy, Villeneuve-d'Ascq Scheidsrechter: Stéphane Jochem |
| 13 december 2017 21:05 (UTC+1) | Araújo 7'                              |              | Balotelli 58'                | Stadion: Stade Pierre-Mauroy, Villeneuve-d'Ascq Scheidsrechter: Stéphane Jochem |
| 13 december 2017 21:05 (UTC+1) | Strafschoppen                          |              |                              | Stadion: Stade Pierre-Mauroy, Villeneuve-d'Ascq Scheidsrechter: Stéphane Jochem |
| 13 december 2017 21:05 (UTC+1) | Araújo Alonso Mendes El Ghazi Bissouma |              | Lees-Melou Cyprien Pléa Seri | Stadion: Stade Pierre-Mauroy, Villeneuve-d'Ascq Scheidsrechter: Stéphane Jochem |
|                                |                                        |              |                              |                                                                                 |

|                                |                          |     |             |                                                                                          |
| 13 december 2017 21:05 (UTC+1) | Amiens (1)               | 2–1 | Tours (2)   | Stadion: Stade de la Licorne, Amiens Toeschouwers: 5.645 Scheidsrechter: Frank Schneider |
| 13 december 2017 21:05 (UTC+1) | Koita 16' Bourgaud 45+1' |     | Mancini 90' | Stadion: Stade de la Licorne, Amiens Toeschouwers: 5.645 Scheidsrechter: Frank Schneider |
| 13 december 2017 21:05 (UTC+1) |                          |     |             | Stadion: Stade de la Licorne, Amiens Toeschouwers: 5.645 Scheidsrechter: Frank Schneider |
| 13 december 2017 21:05 (UTC+1) |                          |     |             | Stadion: Stade de la Licorne, Amiens Toeschouwers: 5.645 Scheidsrechter: Frank Schneider |
|                                |                          |     |             |                                                                                          |

|                                |                                                  |     |             |                                                                                             |
| 13 december 2017 21:05 (UTC+1) | Montpellier (1)                                  | 4–1 | Lyon (1)    | Stadion: Stade de la Mosson, Montpellier Toeschouwers: 7.447 Scheidsrechter: Jérôme Brisard |
| 13 december 2017 21:05 (UTC+1) | Camara 17', 22' Sambia 45+1' Bérigaud 86' (pen.) |     | Maolida 10' | Stadion: Stade de la Mosson, Montpellier Toeschouwers: 7.447 Scheidsrechter: Jérôme Brisard |
| 13 december 2017 21:05 (UTC+1) |                                                  |     |             | Stadion: Stade de la Mosson, Montpellier Toeschouwers: 7.447 Scheidsrechter: Jérôme Brisard |
| 13 december 2017 21:05 (UTC+1) |                                                  |     |             | Stadion: Stade de la Mosson, Montpellier Toeschouwers: 7.447 Scheidsrechter: Jérôme Brisard |
|                                |                                                  |     |             |                                                                                             |

## Kwartfinales
|                            |          |     |                       |                                                                                    |
| 9 januari 2018 21:00 UTC+1 | Nice (1) | 1-2 | Monaco (1)            | Stadion: Allianz Riviera, Nice Toeschouwers: 19.686 Scheidsrechter: Clément Turpin |
| 9 januari 2018 21:00 UTC+1 | Pléa 18' |     | Lemar 3' Diakhaby 37' | Stadion: Allianz Riviera, Nice Toeschouwers: 19.686 Scheidsrechter: Clément Turpin |
| 9 januari 2018 21:00 UTC+1 |          |     |                       | Stadion: Allianz Riviera, Nice Toeschouwers: 19.686 Scheidsrechter: Clément Turpin |
| 9 januari 2018 21:00 UTC+1 |          |     |                       | Stadion: Allianz Riviera, Nice Toeschouwers: 19.686 Scheidsrechter: Clément Turpin |
|                            |          |     |                       |                                                                                    |

|                             |                                                 |     |                      |                                                                                  |
| 10 januari 2018 18:45 UTC+1 | Rennes (1)                                      | 4-2 | Toulouse (1)         | Stadion: Roazhon Park, Rennes Toeschouwers: 16.766 Scheidsrechter: Benoît Millot |
| 10 januari 2018 18:45 UTC+1 | Yago 21' (e.d.) Bourigeaud 42' Hunou 86', 90+2' |     | Sylla 40' Sanogo 63' | Stadion: Roazhon Park, Rennes Toeschouwers: 16.766 Scheidsrechter: Benoît Millot |
| 10 januari 2018 18:45 UTC+1 |                                                 |     |                      | Stadion: Roazhon Park, Rennes Toeschouwers: 16.766 Scheidsrechter: Benoît Millot |
| 10 januari 2018 18:45 UTC+1 |                                                 |     |                      | Stadion: Roazhon Park, Rennes Toeschouwers: 16.766 Scheidsrechter: Benoît Millot |
|                             |                                                 |     |                      |                                                                                  |

|                             |            |            |                 |                                                                                      |
| 10 januari 2018 21:05 UTC+1 | Angers (1) | 0-1        | Montpellier (1) | Stadion: Stade Raymond Kopa, Angers Toeschouwers: 4.705 Scheidsrechter: Ruddy Buquet |
| 10 januari 2018 21:05 UTC+1 |            | Mbenza 86' |                 | Stadion: Stade Raymond Kopa, Angers Toeschouwers: 4.705 Scheidsrechter: Ruddy Buquet |
| 10 januari 2018 21:05 UTC+1 |            |            |                 | Stadion: Stade Raymond Kopa, Angers Toeschouwers: 4.705 Scheidsrechter: Ruddy Buquet |
| 10 januari 2018 21:05 UTC+1 |            |            |                 | Stadion: Stade Raymond Kopa, Angers Toeschouwers: 4.705 Scheidsrechter: Ruddy Buquet |
|                             |            |            |                 |                                                                                      |

|                             |            |                              |                         |                                                                                            |
| 10 januari 2018 21:05 UTC+1 | Amiens (1) | 0-2                          | Paris Saint-Germain (1) | Stadion: Stade de la Licorne, Amiens Toeschouwers: 9.222 Scheidsrechter: Nicolas Rainville |
| 10 januari 2018 21:05 UTC+1 |            | Neymar 53' (pen.) Rabiot 78' |                         | Stadion: Stade de la Licorne, Amiens Toeschouwers: 9.222 Scheidsrechter: Nicolas Rainville |
| 10 januari 2018 21:05 UTC+1 |            |                              |                         | Stadion: Stade de la Licorne, Amiens Toeschouwers: 9.222 Scheidsrechter: Nicolas Rainville |
| 10 januari 2018 21:05 UTC+1 |            |                              |                         | Stadion: Stade de la Licorne, Amiens Toeschouwers: 9.222 Scheidsrechter: Nicolas Rainville |
|                             |            |                              |                         |                                                                                            |

## Halve finales
|                               |                                     |       |                                                        |                                                                                  |
| 30 januari 2018 21:05 (UTC+1) | Rennes (1)                          | 2 – 3 | Paris Saint-Germain (1)                                | Stadion: Roazhon Park, Rennes Toeschouwers: 28.260 Scheidsrechter: Mikael Lesage |
| 30 januari 2018 21:05 (UTC+1) | Diafra Sakho 85' Sanjin Prcić 90+2' |       | 24' Thomas Meunier 53' Marquinhos 58' Giovani Lo Celso | Stadion: Roazhon Park, Rennes Toeschouwers: 28.260 Scheidsrechter: Mikael Lesage |
| 30 januari 2018 21:05 (UTC+1) |                                     |       |                                                        | Stadion: Roazhon Park, Rennes Toeschouwers: 28.260 Scheidsrechter: Mikael Lesage |
| 30 januari 2018 21:05 (UTC+1) |                                     |       |                                                        | Stadion: Roazhon Park, Rennes Toeschouwers: 28.260 Scheidsrechter: Mikael Lesage |
|                               |                                     |       |                                                        |                                                                                  |

|                               |                         |       |                 |                                                                                    |
| 31 januari 2018 21:05 (UTC+1) | AS Monaco (1)           | 2 – 0 | Montpellier (1) | Stadion: Stade Louis II, Monaco Toeschouwers: 6.024 Scheidsrechter: Amaury Delerue |
| 31 januari 2018 21:05 (UTC+1) | Radamel Falcao 15', 29' |       |                 | Stadion: Stade Louis II, Monaco Toeschouwers: 6.024 Scheidsrechter: Amaury Delerue |
| 31 januari 2018 21:05 (UTC+1) |                         |       |                 | Stadion: Stade Louis II, Monaco Toeschouwers: 6.024 Scheidsrechter: Amaury Delerue |
| 31 januari 2018 21:05 (UTC+1) |                         |       |                 | Stadion: Stade Louis II, Monaco Toeschouwers: 6.024 Scheidsrechter: Amaury Delerue |
|                               |                         |       |                 |                                                                                    |

## Finale
|                     |                                                                |       |               |                                                                  |
| 31 maart 2018 21:05 | Paris Saint-Germain (1)                                        | 3 – 0 | AS Monaco (1) | Nouveau Stade Bordeaux , Bordeaux Scheidsrechter: Clément Turpin |
| 31 maart 2018 21:05 | Edinson Cavani 8' (pen.) Ángel Di María 21' Edinson Cavani 85' |       |               | Nouveau Stade Bordeaux , Bordeaux Scheidsrechter: Clément Turpin |